# Коксинель
Жаклин Шарлотта Дюфренуа (фр. Jacqueline Charlotte Dufresnoy), более известная под псевдонимом Коксинель (фр. Coccinelle; с фр. — «Божья коровка»); 23 августа 1931 — 9 октября 2006) — французская актриса, певица и конферансье. Она была трансгендерной женщиной и считается первым широко известным человеком, которым сменил пол в Европе после Второй мировой войны.

## Биография
Родилась в Париже под именем Жак-Шарль Дюфренуа. Её мать продавала цветы в драг-кабаре «Мадам Артур». В 1953 году Дюфренуа, взяв псевдоним «Коксинель», начала выступать в том же кабаре. Также регулярно выступала в ночном клубе «Le Carrousel de Paris».
В 1958 году в Касабланке прошла операцию по вагинопластике у хирурга Жоржа Буру. Позднее Коксинель вспоминала об этом так: «Доктор Буру исправил ошибку, совершённую природой, и я стала настоящей женщиной, как внутри, так и снаружи. После операции доктор просто сказал: „Бонжур, мадмуазель“, и я поняла, что всё прошло успешно.»
Коксинель исполнила заглавную песню для фильма «Premier rendez-vous», снятого в 1941 году Анри Декуэном. Став популярной благодаря СМИ, Коксинель в течение семи месяцев 1963—64 годов гастролировала с ревю «Cherchez la femme». В 1987 году была издана автобиография Коксинель, озаглавленная «Coccinelle par Coccinelle».
В 1960 году вышла замуж за французского журналиста Франсиса Бонне, поскольку он был заключён после смены имени, брак был законным и получил одобрение католической церкви. В 1962 году супруги развелись. В 1963 году Коксинель вышла замуж за парагвайского танцора Марио Косту. Их брак прервался в связи со смертью последнего в 1977 году. В 1996 году Коксинель вышла замуж в третий раз, её мужем стал борец за права трансгендерных людей Тьерри Уилсон.

## Медиа-сенсация

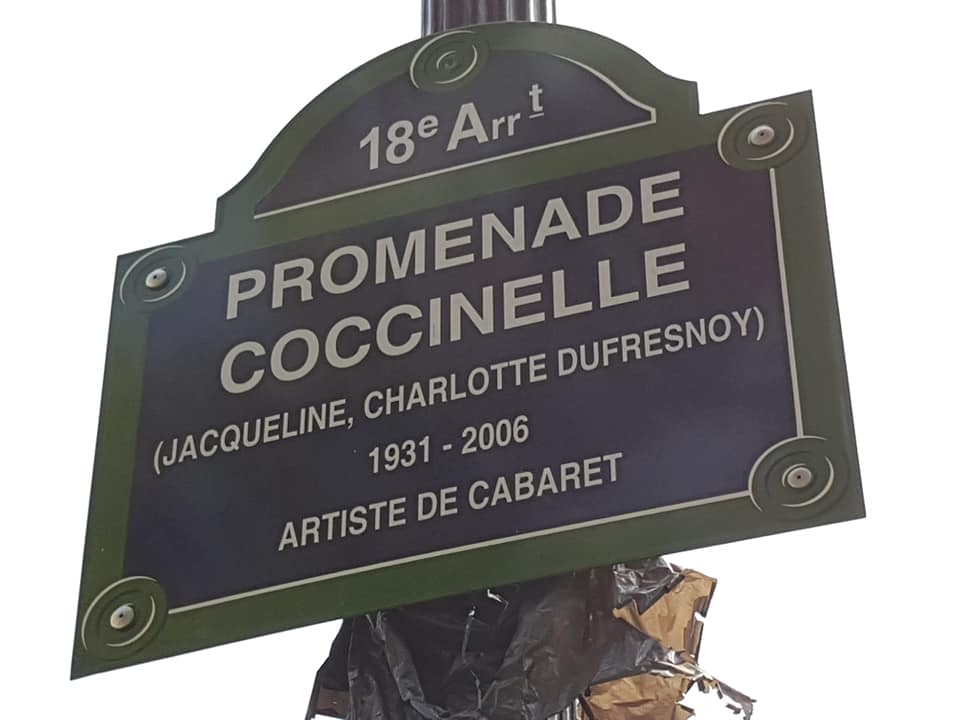

Вернувшись во Францию после операции, Коксинель быстро стала медиа-сенсацией, её облик и сценический образ были схожи со знаменитыми секс-символами того времени. В 1959 году Коксинель снялась в фильме Алессандро Блазетти «Europa di notte». В том же ей году посвятил песню итальянский певец Гиго Агости. В 1962 году Коксинель снялась в фильме «Los Viciosos», она стала настолько известна, что в 1963 году ради её ревю Бруно Кокатрикс написал имя Коксинель красными буквами на фасаде зала концертного «Олимпия». В 1968 году она снялась в фильме «Días de viejo color».

## Последующая жизнь
Коксинель активно защищала права трансгендерных людей и создала организацию «Devenir Femme», целью которой являлась поддержка людей, которым требуется коррекция их половой принадлежности. Помимо этого, первое замужество Коксинель стало первым браком с участием трансгендерного человека, официально признанным правительством Франции. В июле 2006 года Коксинель была госпитализирована с инсультом, умерла 6 октября того же года в Марселе.